# Czesław Chęciński
Wiktor Czesław Chęciński (ros. Чеслав Иванович Хенцинский, ur. 6 marca 1851 w Warszawie, zm. 24 maja 1916 w Odessie) – polski lekarz patolog, malariolog, profesor Uniwersytetu Odeskiego. Jako pierwszy zastosował barwienie błękitem metylenowym i eozyną w celu uwidocznienia zarodźców malarii.

## Życiorys
Jego rodzicami byli polski pisarz, aktor i reżyser Jan Konstanty Chęciński i Felicja z Sobieskich. Studiował medycynę na Cesarskim Uniwersytecie Warszawskim, gdzie jego nauczycielem patologii był Włodzimierz Brodowski; dyplom lekarski otrzymał 7 grudnia 1876. Po otrzymaniu dyplomu przez krótki czas pracował w szpitalu dziecięcym w Warszawie. Przypuszcza się, że po śmierci ojca w 1874 rodzina znalazła się w ciężkiej sytuacji materialnej, i dlatego Czesław wybrał zawód lekarza wojskowego. Jako młodszy lekarz Izmailskiego Rezerwowego Batalionu został w 1878 odkomenderowany do szpitala wojskowego w Odessie. W 1881 delegowany do Cesarskiej Wojskowej Akademii Medycznej w Sankt Petersburgu, gdzie uczył się pod kierunkiem Michaiła Rudniewa, Konstantina Winogradowa i Nikołaja Iwanowskiego. Po powrocie do Odessy pracował w szpitalu miejskim, jako pomocnik prosektora Nikołaja Stroganowa. W 1892 wystąpił z armii rosyjskiej. Po śmierci Stroganowa w 1894 rozpisano konkurs na stanowisko prosektora, który wygrał Chęciński. W 1899 doktoryzował się na Cesarskiej Wojskowej Akademii Medycznej. W 1902 habilitował się i został docentem prywatnym na Uniwersytecie Odeskim. Wykład inauguracyjny odbył się 21 lutego 1903. Decyzją rady profesorów uczelni został kierownikiem katedry anatomii patologicznej.
W 1894 był delegatem Odessy na wystawę higieniczną w Rzymie, gdzie przedstawił wartości lecznicze limanów odeskich i limanu kujalnickiego.
W 1909 był w grupie postępowych profesorów uczelni, którzy podpisali memoriał w obronie prof. Miedwiediewa. Dotknęły go represje ze strony władz i ustąpił z katedry, potem nie zgodził się jej objąć ponownie. Pozostał na stanowisku miejskiego prosektora i wykładał w Odeskiej Szkole Dentystycznej prof. I. I. Margolina.
W 1901 uroczyście świętowano jego 25-lecie pracy na stanowisku prosektora w szpitalu miejskim, kolejny jubileusz miał miejsce w 1911 z okazji 35. rocznicy uzyskania dyplomu lekarskiego. Był honorowym członkiem Odeskiego Towarzystwa Lekarskiego.
Chęciński utrzymywał kontakty z Polską. W 1907 brał udział w X Zjeździe Lekarzy i Przyrodników Polskich we Lwowie. W latach I wojny światowej z jego inicjatywy powstał Komitet Pomocy Wysiedleńcom – Polakom w Odessie.
Zmarł 24 maja 1916. Został pochowany na cmentarzu w Odessie; jego grób nie zachował się.

## Dorobek naukowy

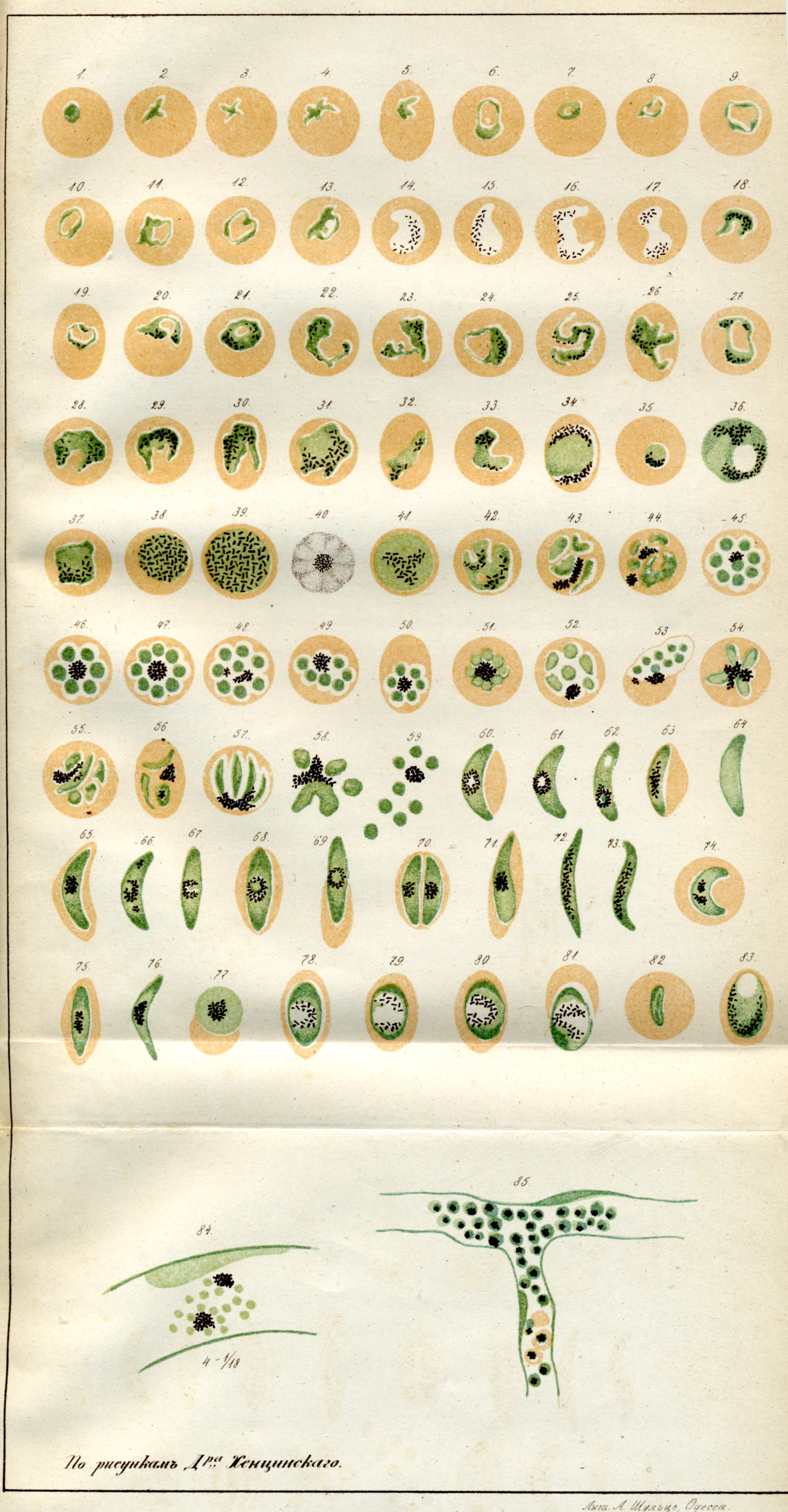
Ilustracja z rozprawy doktorskiej Chęcińskiego

Głównym osiągnięciem naukowym Chęcińskiego jest opracowanie metody barwienia zarodźców malarii błękitem metylenowym i eozyną. Przypisuje mu się priorytet w stosowaniu metody opartej na dwóch barwnikach. Przypuszcza się, że Chęciński zainteresował się badaniami malarii pod wpływem Miecznikowa, który w odeskim prosektorium przeprowadzał badania zwłok zmarłych na tę chorobę. Chęciński zmodyfikował metodę barwienia krwinek Ehrlicha (zamieniając fuksynę na eozynę), co było pierwszym krokiem w rozwoju kolejnych metod barwienia (m.in. przez Romanowskiego i Malachowskiego. Metodę Romanowskiego ulepszył Giemsa i dlatego znana jest jako metoda Giemsy lub Romanowskiego-Giemsy.
Wyniki swoich badań nad malarią Chęciński opublikował w pracy doktorskiej („Przyczynek do poznania mikroorganizmów malarii”) i artykule w języku niemieckim w „Centralblatt für Bakteriologie”. Metoda spotkała się z uznaniem środowiska naukowego, jednak często jej autorstwo błędnie przypisywano Miecznikowowi (powielając błąd Laverana).
Pozostałe prace dotyczyły neuropatologii – utrwalania mózgu w formalinie, ciałek Nissla i powstawania blizn glejowych. Badał też anatomię patologiczną cholery i dżumy.

## Lista prac
Lista prac za.
- Zur Lehre über den Mikroorganismus des Malariafiebers.  Centralblatt für Bakteriologie 3 (15), ss. 457–460, 1888
- К учению о микроорганизмах малярии. Дис. на степ. д-ра мед. Ч.И. Хенцинского (Из прозектор. каб. Одес. гор. больницы). Одесса: тип. А. Шульце, 1889
- Обзор вскрытия умерших от xолеpы в 1892 году. Южно-русская медицинская газета, 1893
- Ophtalmologia dextra. Южно-русская медицинская газета, 1893
- Об уплотнении мозга в растворах формалина. Южно-русская медицинская газета, 1895
- О сохранении мозга и других анатомических препаратов в растворах формалина. Одесса: тип. Исаковича, 1896
- Ueber die Härtung des Gehirns in Formalinlösungen. Centralblatt für allgemeine Pathologie und pathologische Anatomie 7, s. 429, 1896
- Eigenthümlicher Fall von einer Darmeinklemmung[19]. 1898
- Zur Frage über die Heilung der Hirnwunden. Centralblatt für allgemeine Pathologie und pathologische Anatomie 13, ss. 162–167, 1902
- Записки по анатомии по лекциям, читанным в Одесской зубоврачебной школе д-ра И.И. Марголина приват-доцентом Новороссийского университета Ч.И. Хенцинским. Одесса: изд. С.И. Рабинович, 1903
- Zur Frage über den Bau der Nervenzellen (Was sind die Nissl′schen Körperchen?). Neurologisches Centralblatt 22 (22), ss. 145-150, 1903